# Земснаряди на Клута-Рівер

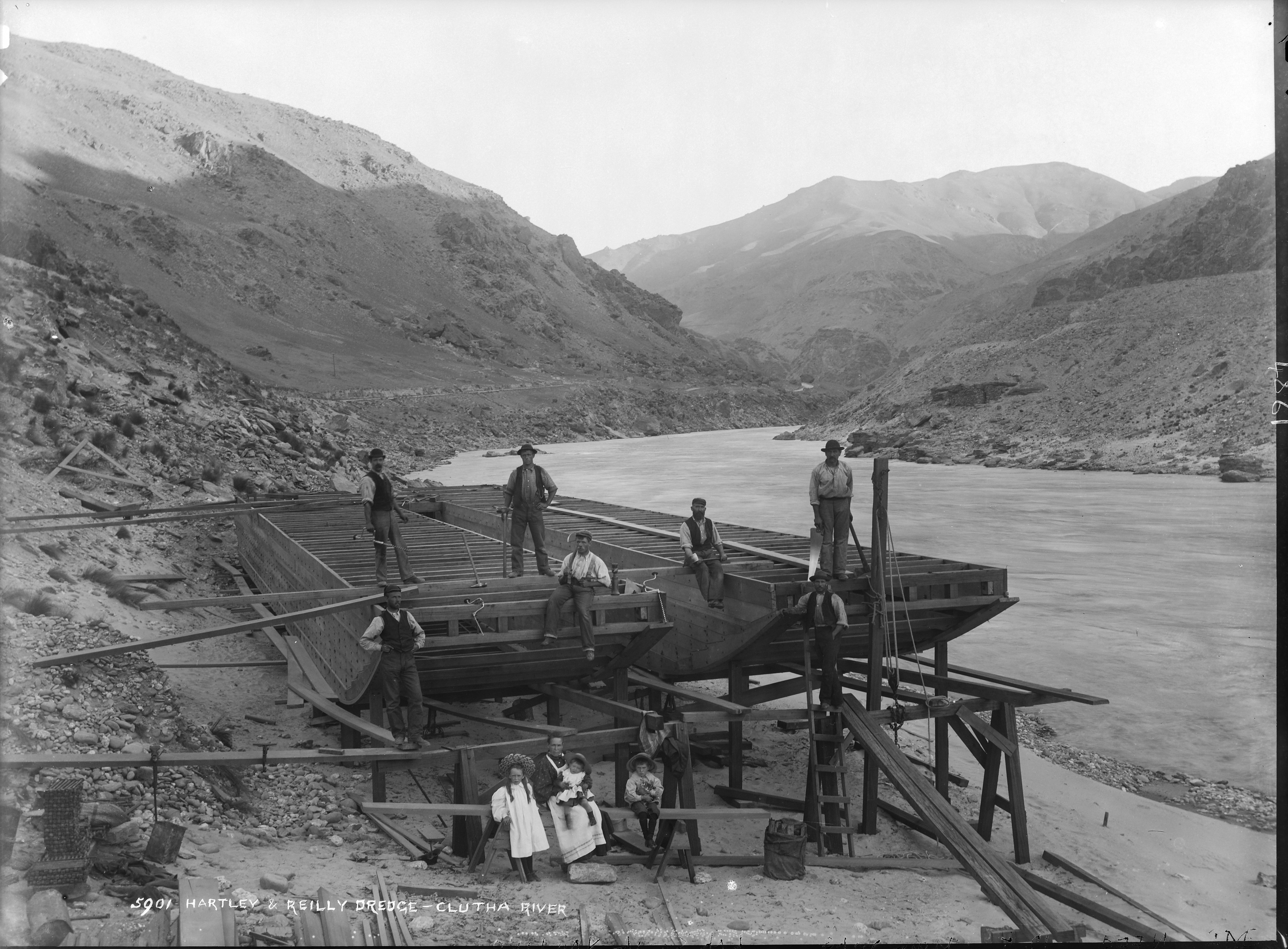
Будівництво золотовидобувного земснаряду на Клута-Рівер в районі ущелини Кромвель, 1890-ті роки

Земснаряди на Клута-Рівер – обладнання для видобутку золота, що набуло особливого поширення у регіоні Отаго на Південному острові Нової Зеландії.
У 1861 році один з золотошукачів виявив золотий поклад в долині річки Туапека, притоки Клута-Рівер. Це призвело до найпотужнішого спалаху «золотої лихоманки» в історії Нової Зеландії і до кінця року в центральному Отаго вже перебувало біля 18 тисяч золотошукачів. Золото було пов’язане з алювіальними розсипами, що, враховуючи значну водність Клута-Рівер, доволі швидки викликало до життя використання земснарядів, які б могли дістати золотовмісні породи з русла. Вже у 1863-му почались спроби підняти ґрунт за допомогою траління, коли по дну протягували залізний обруч з прикріпленим до нього мішком. Втім, кількість отриманого при цьому золота була незначною, оскільки такий спосіб дозволяв захопити лише верхній шар та не міг впоратись із гравійними осадами.
В 1868-му почали застосовувати багаточерпакові земснаряди, що використовували привід від течії річки.
У 1881-му став до ладу перший паровий земснаряд «Dunedin», який діяв до 1901-го (з 1891-го перемістився на ділянку в районі Коал-Крік) та вилучив 528 кілограмів золота. По цьому посиланню можливо побачити фотографію драги «Dunedin».
В 1888-му один з бізнесменів китайського походження замовив будівництво в Данідіні парового земснаряду модифікованого типу з черпаками на виносній консолі, яку можливо було спускати як на дно, так і використовувати для вилучення ґрунту з прибережних ділянок. Конструкція виявилась успішною і невдовзі вона та її варіації поширились у злотовидобувній промисловості – в 1890-х роках Данідін був в авангарді дизайну золотодобувних драг та виконував не лише місцеві замовлення, але й працював для золотодобувних компаній Австралії та інших регіонів Британської імперії. Станом на 1899 рік в Данедіні сім компаній одночасно споруджували біля чотирьох десятків драг, при цьому роботи йшли цілодобово. У підсумку драги «новозеландського дизайну» поширились по всьому світу, так що їх можливо було зустріти не лише в британских Бірмі чи Золотому березі (сучасна Гана), а й в Сибіру та Південній Америці.
В 1889 – 1890 роках спорудили та ввели в дію золотодобувний земснаряд “The Sandhills Dredge”, що вперше використовував електричне живлення від джерела з напругою 1300 вольт та успішно працював у верхній течії річки Шотовер (впадає ліворуч до Каварау, що в свою чергу є лівою притокою Клута-Рівер). За кілька років з’явився «The Fourteen Mile Beach Dredge», що став першим в світі золотодобувним земснарядом із електроприводом від трифазного змінного струму.

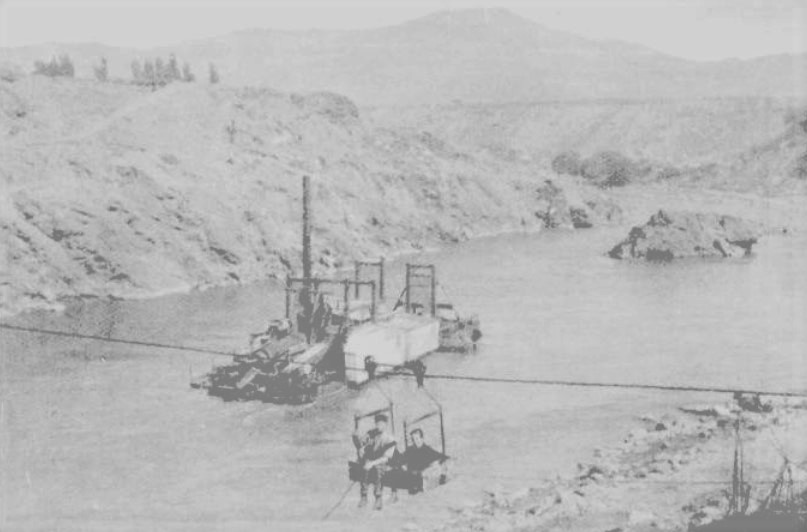
Золотовидобувний земснаряду на річці Каварау (ліва притока Клута), 1905 рік

Пік земснарядного видобутку припав на 1900 рік, коли в регіоні Отаго (не лише в басейні Клута-Рівер, а й на інших водотоках) працювало 228 невеликих драг ( з них у сточищі Клута -Рівер – 187), які провадили вибірку ґрунту як з сучасного русла, так і з старих річкових проток, де використовувалась технологія штучних ставків. Земснаряди на найбільш продуктивних ділянках могли видавати до 30 кілограмів золота за тиждень.
Актвине використання золотодобувних драг тривало у регіоні Отаго до середини 1910-х.